# محمد كرامي
محمد كرامي هو عميد في الحرس الثوري الإسلامي، يشغل منصب قائد القوات البرية للحرس الثوري الإسلامي منذ يونيو 2025. كان يشغل منصب قائد الحرس في جامعة الإمام الحسين منذ نوفمبر 2024، ومنصب محافظ سيستان وبلوشستان في حكومة إبراهيم رئيسي.

## العقوبات
- كندا: في عام 2021، بعد شهر من بدء احتجاجات مهسا أميني في إيران، فرضت الحكومة الكندية عقوبات على محمد كرامي بتهمة "انتهاكات جسيمة لحقوق الإنسان". سبق وأن وضعت الولايات المتحدة الأمريكية اسمه على قائمة العقوبات الخاصة بها.[7]
- الولايات المتحدة الأمريكية: في عام 2020، فرضت عليه عقوبات بتهم انتهاكات حقوق الإنسان و المسؤولية عن إطلاق النار على المتظاهرين خلال احتجاجات نوفمبر 2019.[8]
- الاتحاد الأوروبي: في 24 يناير 2023، فرض الاتحاد الأوروبي عقوبات جديدة ضد جمهورية إيران الإسلامية، شملت 18 كيانًا طبيعيًا و19 كيانًا قانونيًا تابعًا للجمهورية الإسلامية الإيرانية، بما في ذلك محمد كرامي. جاءت هذه العقوبات بسبب دوره في القمع الوحشي للاحتجاجات بعد مقتل مهسا أميني على يد الجمهورية الإسلامية.[9][10]
- المملكة المتحدة: في 20 فبراير 2023، أضافت وزارة الخارجية البريطانية أسماء ثلاثة قضاة وثلاثة أعضاء من الحرس الثوري الإيراني واثنين من الحكام، من بينهم محمد كرامي، إلى قائمة العقوبات. تشمل هذه العقوبات تجميد الأصول ومنع السفر إلى المملكة المتحدة.[11]